# Gero van Keulen
Gero (Thüringen, ca. 900 - Keulen, 28 juni 976) was van 969 tot 976 aartsbisschop van het aartsbisdom Keulen. Hij wordt in de Rooms-Katholieke Kerk vereerd als heilige. Zijn naamdag wordt een dag na zijn sterfdag gevierd, op 29 juni.

## Levensbeschrijving
Over Gero's afkomst is niets met zekerheid bekend. Hij was vermoedelijk een zoon van markgraaf Christiaan uit  Thüringen en zijn vrouw Hidda, de zuster van markgraaf Gero de Grote van de Saksische Oostmark. Over zijn opleiding is evenmin iets bekend, hoewel uit een notitie uit 966 kan worden afgeleid dat hij toen aan het Keulse domkapittel was verbonden als presbyter (priester) en custos reliquiarum. Ook was hij kapelaan van de keizer.
Na het overlijden van zijn voorganger Volkmar werd hij in 969 door het domkapittel tot aartsbisschop van Keulen gekozen. Aanvankelijk keerde keizer Otto I zich tegen deze benoeming, althans volgens Thietmar van Merseburg, maar in 970 gaf de keizer toe.
In 971 stuurt de keizer Gero op een belangrijke diplomatieke missie naar Constantinopel, waar hij de 12-jarige Byzantijnse prinses Theophanu moest ophalen, de aanstaande bruid voor de troonopvolger Otto II. Gero slaagt in deze onderneming en brengt tegelijkertijd de relieken van de heilige Pantaleon mee naar Keulen, die sindsdien in de Sint-Pantaleonkerk bewaard worden.
In 972 nam Gero deel aan de Synode van Ingelheim. Een jaar later leidde hij samen met de aartsbisschop van Maagdenburg, Adalbert van Maagdenburg, de uitvaart van Otto I in de Dom van Maagdenburg. In 975 was hij op de rijksdag aanwezig.
Gero overleed op 28 juni 976 en werd in de Dom van Keulen bijgezet. In 1260 werd in de Stefanskapel van de dom een grafmonument voor hem opgericht.

## Nalatenschap
Behalve het naar Keulen brengen van de relieken van Sint-Pantaleon, heeft aartsbisschop Gero enkele belangrijke kunstvoorwerpen laten vervaardigen. Tussen 965 en 970 gaf hij opdracht om het kruis van Gero te vervaardigen, een van de oudste grote crucifixen benoorden de Alpen. Ook de beroemde Gero-codex, een 10e-eeuws manuscript met illuminaties, kwam tot stand vóórdat hij aartsbisschop werd. Het kostbare manuscript werd waarschijnlijk vervaardigd in de abdij van Reichenau.
Ook stichtte Gero een aantal kloosters in zijn kerkprovincie. In 970 stichtte hij, samen met zijn broer Thietmar van Meißen, het klooster Thankmarsfelde in de Harz. Enkele jaren later verhuisde dit klooster naar Nienburg, waar het zich ontwikkelde als een missioneringscentrum voor de Elbe-Slaven (of Sorben). In 973 stichtte hij de abdij van Mönchengladbach.

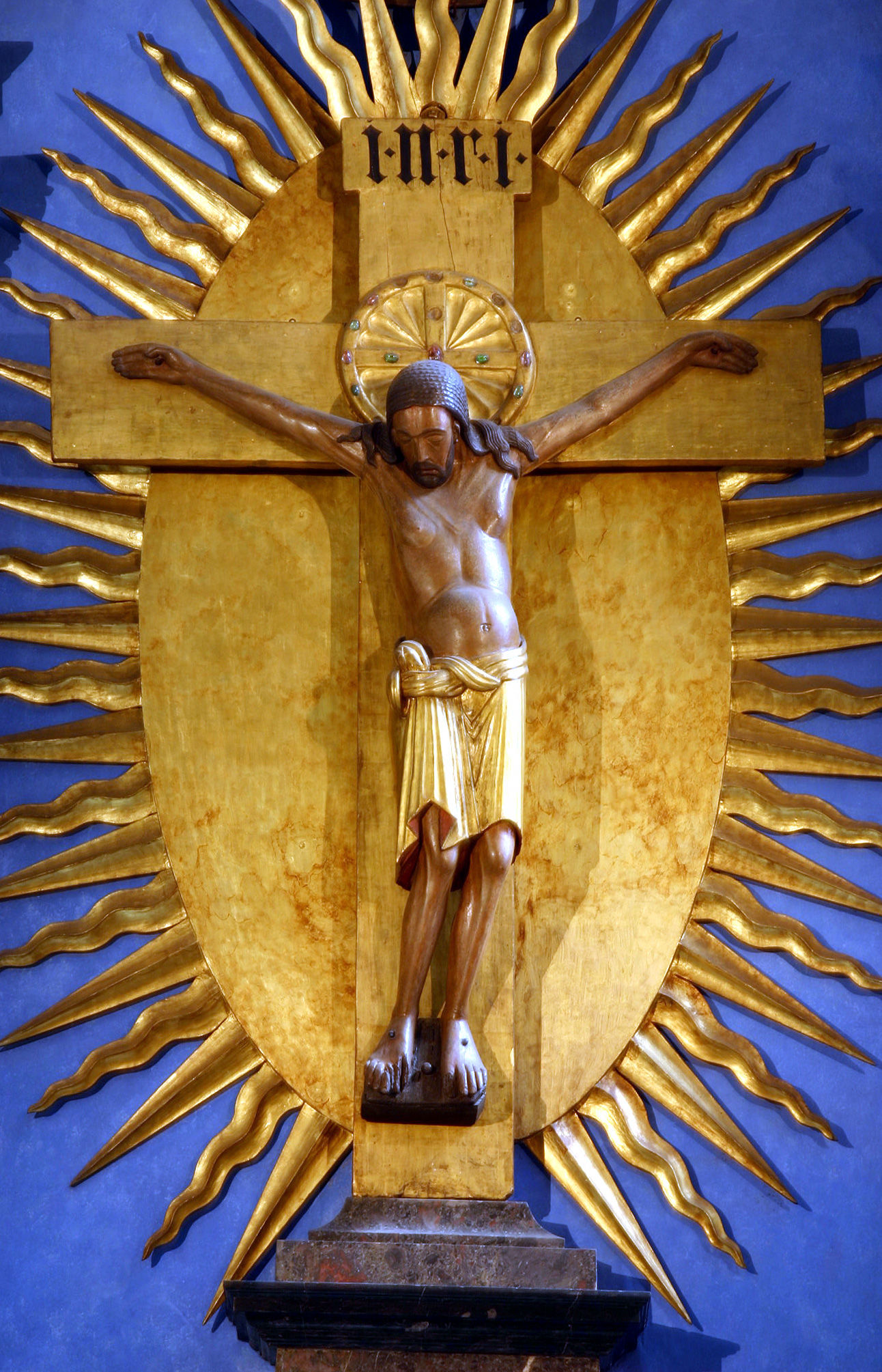
Kruis van Gero
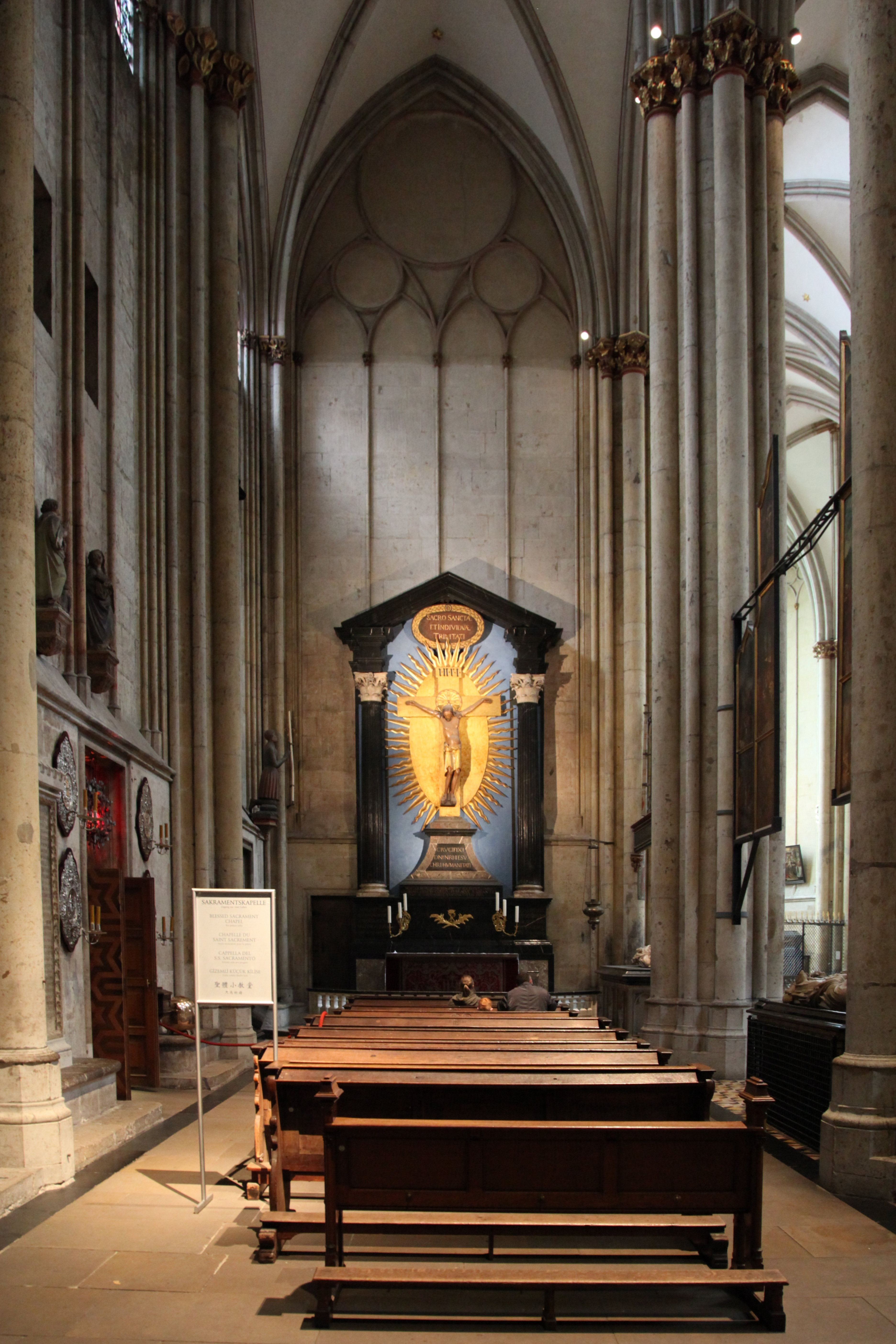
Kapel met Kruis van Gero
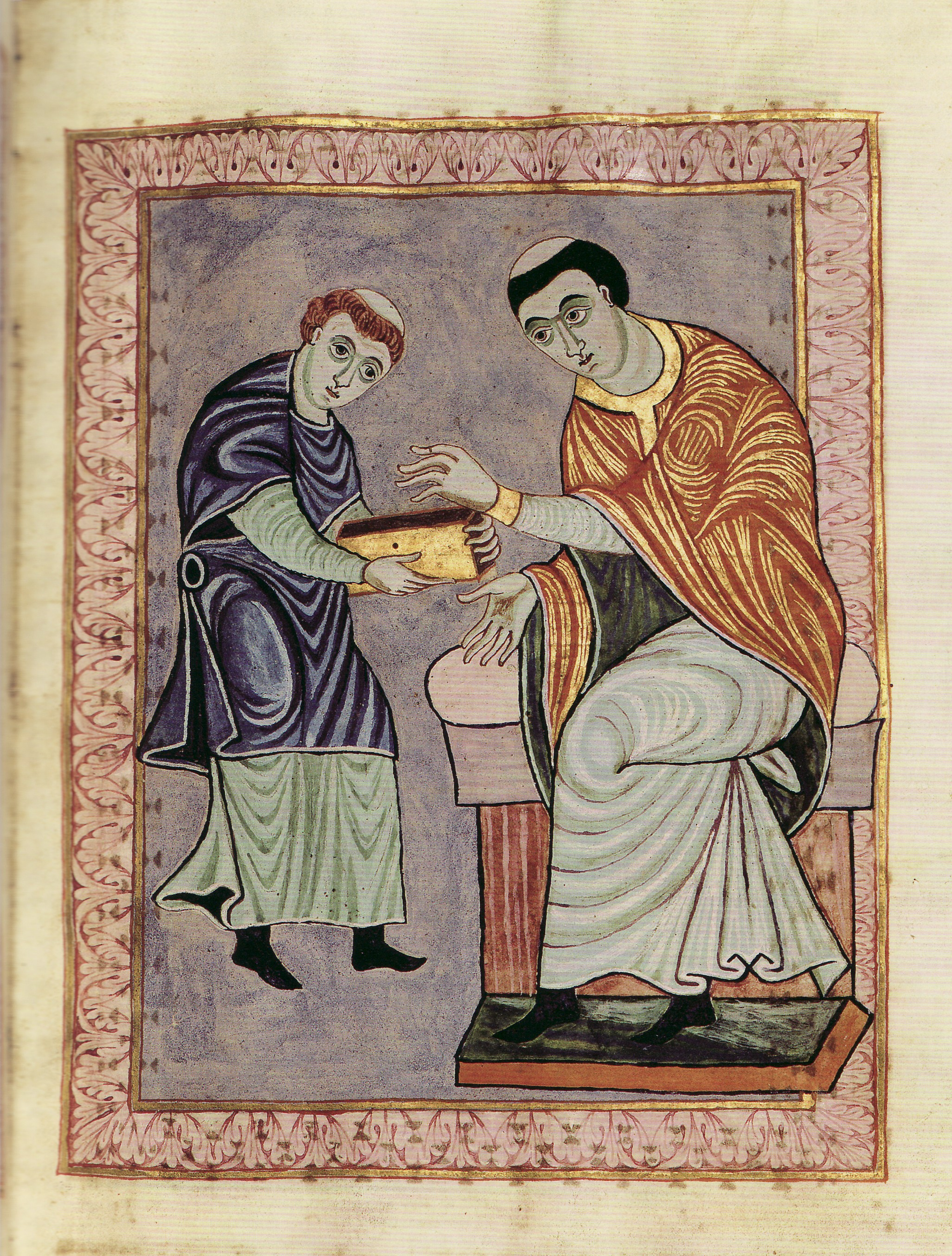
Gero-codex: een monnik overhandigt het handschrift aan Gero
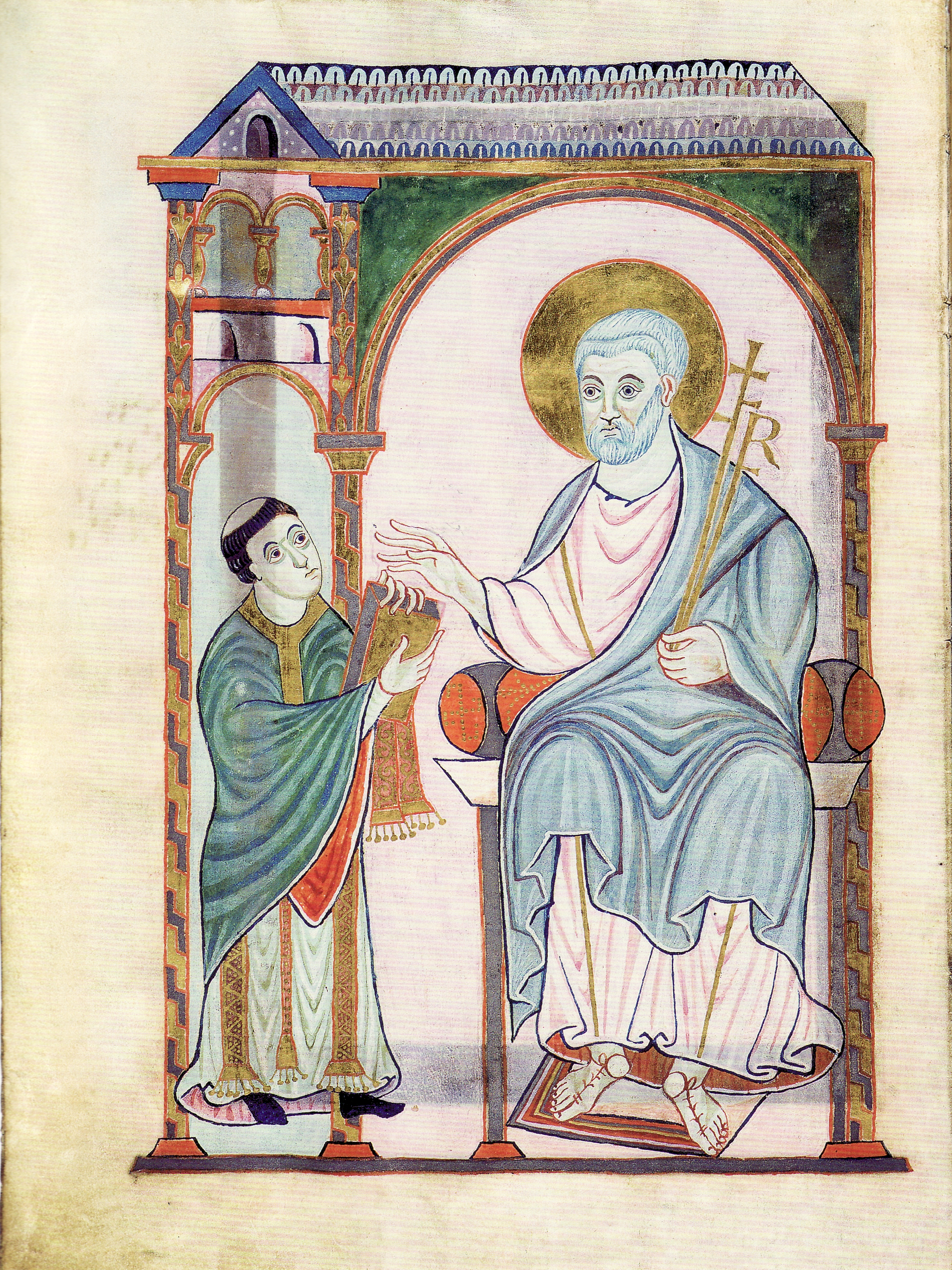
Gero-codex: Gero overhandigt het handschrift aan Petrus